# Klaus Schubert (Sprachwissenschaftler)
Klaus Schubert (* 4. Juli 1954) ist ein deutscher Sprachwissenschaftler und Professor an der Universität Hildesheim. Sein Forschungsgebiet dort ist die Kommunikationsoptimierung.
Zusammen mit Leona Van Vaerenbergh ist er Herausgeber der online-Zeitschrift trans-kom.

## Leben
Klaus Schubert studierte Physik und Informatik an der Universität Hamburg sowie Allgemeine Linguistik und Slawische und Skandinavische Philologie an der Universität Kiel und der Universität Uppsala.
Von 1983 bis 1985 war er als Soziolinguist an der Christian-Albrechts-Universität zu Kiel tätig und anschließend bis 1990 als Computerlinguist und Projektleiter in der sprachtechnologischen Forschung und Entwicklung im Softwarehaus BSO/Buro voor Systeemontwikkeling BV in Utrecht (Niederlande); von 1990 bis 1992 arbeitete er als Consultant bei BSO/Language Technology BV in Baarn (Niederlande).
Ab 1992 bis 2009 lehrte er an der Fachhochschule Flensburg als Professor für Sprachdatenverarbeitung und Technikübersetzen, bevor er dem Ruf der Universität Hildesheim folgte. Seit 2009 ist Klaus Schubert Professor am Institut für Übersetzungswissenschaft und Fachkommunikation in Hildesheim.
Seine Forschungsschwerpunkte sind die Angewandte Linguistik, Fachkommunikation, Translationswissenschaft, Interlinguistik und Sprachtechnologie.

## Mitgliedschaften und Ämter
- Gesellschaft für Angewandte Linguistik (GAL): Leiter der Sektion 10 Übersetzungs- und Dolmetschwissenschaft
- Deutsche Gesellschaft für Übersetzungs- und Dolmetschwissenschaft (DGÜD): Vorstandsmitglied 2002–2008
- European Association for Machine Translation (EAMT) & International Association for Machine Translation (IAMT)
- European Society for Translation Studies (EST)
- Gesellschaft für Interlinguistik (GIL)

## Publikationen
- Aktiv und Passiv im Deutschen und Schwedischen. Kiel : Christian-Albrechts-Universität 1982
- zusammen mit Friederike Braun und Armin Kohz: Anredeforschung. Kommentierte Bibliographie zur Soziolinguistik der Anrede. Tübingen: Narr 1986 ISBN 3-87808-366-1
- Metataxis. Contrastive Dependency Syntax for Machine Translation. (Distributed Language Translation 2.) Dordrecht/Providence: Foris 1987
- Wissen, Sprache, Medium, Arbeit. Ein integratives Modell der ein- und mehrsprachigen Fachkommunikation. (Forum für Fachsprachen-Forschung 76.) Tübingen: Narr 2007 ISBN 3-8233-6305-0

Ständige Mitarbeit:
- trans‐kom. Zeitschrift für Translationswissenschaft und Fachkommunikation. Wissenschaftliche Online‐Zeitschrift. Redaktion: Leona Van Vaerenbergh, Klaus Schubert seit 2008
- TransÜD. Arbeiten zur Theorie und Praxis des Übersetzens und Dolmetschens. Buchreihe. Herausgeber: Klaus‐Dieter Baumann, Hartwig Kalverkämper, Klaus Schubert seit 2013. Berlin: Frank & Timme